# Lucie Lucas

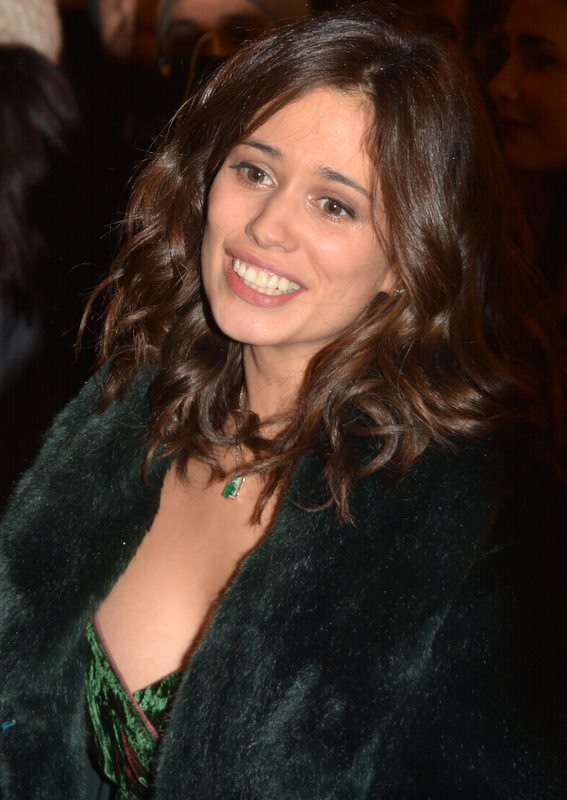
Lucie Lucas

Lucie Lucas (* 24. März 1986 in Asnières-sur-Seine) ist eine französische Filmschauspielerin.

## Leben
Lucie Lucas spielte bereits als Kind Theater und hatte ihr Filmdebüt 2008 in 15 ans et demi … Seit 2010 spielt sie die Hauptrolle der jungen Mutter Clémentine Boissier in der TF1-Serie Clem. 2016 spielte sie Mati in der Indie-Produktion Porto.

## Filmografie (Auswahl)
- 2008: 15 ans et demi …
- 2009: Halleluja – Zwei Brüder wie Himmel und Hölle (Le Missionnaire)
- Seit 2010: Clem (Fernsehserie)
- 2016: Nicolas Le Floch (Fernsehserie, eine Folge)
- 2016: Porto
- 2021: Gloria (Miniserie, 6 Folgen)